# Prezhdarovi-arrest
Het Prezhdarovi-arrest is een arrest van het EHRM uit 2014 betreffende het recht op eerbiediging van privéleven (artikel 8 van het EVRM). Het EHRM stelde vast dat de Bulgaarse nationale wetgeving onvoldoende bescherming bood tegen het onderzoek van privégegevens op in beslag genomen computers.

## Casus
Prezhdarovi en zijn vrouw Anna Aleksandrovna Prezhdarova runden een computerclub in een garage. De politie nam computers in beslag, omdat Prezhdarovi geen licenties kon laten zien voor geïnstalleerde computerspelletjes.

## Klacht
Prezhdarovi en zijn vrouw vonden de doorzoeking en inbeslagname van de computers een inbreuk op artikel 8, omdat de computers privécorrespondentie bevatten van henzelf en hun klanten.

## Uitspraak
Het hof vond dat de nationale wetgeving onvoldoende duidelijk was en daarom niet effectief als bescherming van artikel 8 EVRM. Het hof concludeerde dat artikel 8 EVRM geschonden was.